# Monroe North (Washington)
Monroe North es un lugar designado por el censo ubicado en el condado de Snohomish en el estado estadounidense de Washington. En el año 2010 tenía una población de 1.666 habitantes.

## Geografía
Monroe North se encuentra ubicado en las coordenadas 47°52′56″N 121°59′14″O / 47.88222, -121.98722.